# اندیس کمر بر آب
کمر بر آب یک اندیس فلزی است که در حوالی شهر بهاباد استان کرمان قرار دارد و مادهٔ معدنی موجود در آن، سرب و روی است.  